# بلاد الشهوم
بلاد الشهوم هي بلدة عمانية تقع في الشمال الشرقي من سلطنة عُمان. وتقع في الجهة الشمالية الشرقية من مركز ولاية عبري، وتبعد عن مركز الولاية بنحو (62) كم، وعن العاصمة مسقط بنحو (215) كم.

## السكان والتسمية
تعتبر بلاد الشهوم إحدى أكبر قرى ولاية عبري من حيث المناطق التابعة لها، حيث تتبعها العديد من القرى والبلدان أهمها ريمي وصعبا والرسيسي والرويغ وحيل بصير والبدعة والرميلة والخور والنجد.
الشهوم أولاد شهم بن مالك بن فهم بن غنم بن دوس بن عدثان بن عبدالله بن زهران بن كعب بن الحارث بن كعب بن عبد الله بن مالك بن نصر (شنوءة) بن الأزد بن الغوث بن نبت بن مالك بن زيد بن كهلان بن سبأ بن يشجب بن يعرب بن قحطان .
ويعني اسم الشهوم الصفات الحميدة كالكرم والشجاعة والألفة والتعاون، وسبب تسمية بلاد الشهوم بهذا الاسم نسبة إلي انتشار قبيلة الشهومي بشكل واسع بالبلدة.وتروي بعض المعاجم وكتب الأنساب أن الشهوم جمع شهم وهو الذكي والسديد الرأي والصابر على القيام بما حُمِل به، وفرس شهم قوي سريع، وينسب الفرد الشهومي.

## نافذة جغرافية
وتتميز بلاد الشهوم بجمال الموقع وطبيعتها الخلابة والمناظر البديعة بها، ويغلب على البلدة الطابع الجغرافي الجبلي حيث تحيط بها الجبال من جميع الجهات، ويقع المركز الرئيسي للبلدة في المنتصف بين واديين هما وادي الجبل ووادي الرحبة. ومن أهم ما يميز هذا البلدة الجميلة إنها ذات هواء عليل بسبب ارتفاع التضاريس وتوافر المياه على مدار العام، وكثرة الأشجار الكثيفة الوارفة الظلال، ولذا غالبا ما يكون الجو في الصيف باردا وخاصة أثناء فترة المساء.

### المناخ والمزايا الطبيعية
يسود البلدة عموماً مناخ شتوي بارد وصيفي معتدل، حيث تحيط بها الجبال الشاهقة والمرتفعات السهلية، وتمتاز القرية بالمزارع والبساتين الجميلة والغنية بشتى المحاصيل، وقد حبا الله القرية بوفرة المياه ما ساعد على تنوع المحاصيل بها.
يصادفك وأنت تنخر عباب بلدة بلاد الشهوم بصائر البيان ومعالم متعددة من مكنون المعرفة الإنسانية ورأس الأولويات في هذه المرحلة هو الانحياز إلى الواقع والمضي يخطى حثيثة في طريق سد الفجوة الرقمية التي اقترن اسمها بموقع البلدة على الشبكة العالمية للمعلومات.
الحصون:
يعتبر حصن ريمي من أكبر حصون القرية التي بناه الأجداد لتكون سدا منيعا يحتمون به من أي غزو خارجي وقت الحروب التي كانت تسود في تلك القرية .
وأكثر ما يميز هذا الحصن هو بناءه فوق نتوء صخري مرتفع مطل بشكل كامل على منازل القرية، ومطل من جهته الشرقية على بساتين النخيل ويجري من أسفله الوادي. يحتوي الحصن عل العديد من الأبراج في مختلف جهاته ويوجد به العديد من الغرف التي كان الأجداد ينتقلون إليها وقت الحروب، ويوجد بالحصن بئر ماء حفرت بجانب البرج الرئيسي للحصن، وما زال الماء موجودا بالبئر إلى وقتنا الحاضر.
ويسيطر الحصن على المداخل الرئيسية للبلدة، وهو يشكل معلما تاريخيا يحكي عن أسلوب حياة مضى وتاريخ عريق ضارب في القدم، مما يستوجب على المسئولين النظر في أعاده ترميم هذا الحصن نظرا لأهميته التاريخية خوفا عليه من الزوال وتقلبات الزمان.
'

## الأبراج
في الأزمنة الغابرة شهدت بلاد الشهوم أحداثا استوجبت وضع تحصينات استطلاعية للإنذار المبكر أهمها الأبراج التي تحكي عن أصالة القرية حيث تمتاز بطابعها المعماري القديم ومكانها المحصن على قمم الجبال. وأهم تلك الأبراج:-
◄ برج القسم وبرج الغول:
يشكل هذان البرجان بوابة بلاد الشهوم حيث تم بناءهما عند مدخل القرية وفي أماكن مرتفعة تكشف الداخل والخارج من القرية ويقع برج الغول في الجهة الشمالية وبرج القسم في الجهة الجنوبية.
◄ برج النجيدة وبرج الصباح:
يتوسط هذان البرجان منازل القرية فالأول يتوسط منازل حارة النجيدة، والثاني يتوسط منازل حارة الصباح. وأهم ما يميز هذان البرجان هو حجمهما الكبير والضخم وبناءهما المتماسك والمحتفظ بطابعه المعماري القديم إلى الوقت الحاضر.